# Неродихліб Наум Панасович
Неродихліб Наум Панасович (*21 вересня 1924 р., Белз — †11 квітня 1994, Київ) — український радянський письменник, поет, філософ.

## Життя і творчість
Член спілки письменників УРСР з 1952 року, у 1974 виключений з неї за «прояви буржуазного націоналізму».
Автор збірок поезії «Летять лелеки далеко» (1951), «Човнярі» (1956), «Там де край мій темноокий» (1970), «На перехресті схилів» (1983).
Романи: «Хрести пам'яті» (1960), «Диво, або як врятував світ» (1963), «1974» (1974), «Квіти» (1991)